# Top Topham
Anthony "Top" Topham  (Southall, 3 de julho de 1947 – 23 de janeiro de 2023) foi um  músico Inglês e artista. Ele foi mais conhecido como guitarrista de blues  e também por ser o primeiro guitarrista do The Yardbirds.  Topham deixou a banda antes que eles alcançassem popularidade  e foi substituído por Eric Clapton, o primeiro dos três guitarristas do Yardbirds a ganhar uma reputação internacional (os outros dois são Jeff Beck e Jimmy Page ).
Além de sua carreira musical, Topham também trabalha como designer de interiores e  pintor.

## Biografia
Em maio de 1963, Topham e seu amigo na escola secundária, Chris Dreja, visitaram o Railway Hotel em Norbiton. A hospedagem do hotel apresentava  jazz tradicional no lounge do andar de cima e permitia que músicos iniciantes tocassem durante os intervalos. Lá, ele e Dreja encontraram o cantor e gaitista Keith Relf, o baixista Paul Samwell-Smith e o baterista Jim McCarty e decidiram formar o The Yardbirds, com Topham como guitarrista. Duas semanas depois, eles fizeram seu primeiro show no Eel Pie Island, apoiando os All-Stars de Cyril Davies. Dois meses após a formação dos Yardbirds, Giorgio Gomelsky ofereceu-lhes residência no Crawdaddy Club e tornou-se seu empresário. Como os Yardbirds tiveram que se tornar profissionais, Topham enfrentou a desaprovação dos seus pais, juntamente com a ansiedade de abandonar seus estudos de arte. Ele não podia se dedicar aos Yardbirds em tempo integral e foi embora. Seu substituto foi um colega estudante de arte da mesma escola secundária, Eric Clapton.
Topham relembra: "Eu tinha apenas 15 anos na época, três ou quatro anos mais jovem do que o resto, e meus pais não me deixavam sair cinco ou seis noites por semana para tocar música, embora eu já estivesse trazendo para casa o dobro do que meu pai estava ganhando. Eu estava indo para o  Epsom Art School e eles queriam que eu levasse isso a sério. Eric Clapton era a pessoa óbvia para me substituir. Mais tarde, não me arrependi de ter saído porque eles se afastaram do blues no qual eu estava interessado. Mesmo se eu tivesse ficado com eles para me tornar profissional, acho que teria saído mais tarde pelos mesmos motivos que Eric saiu. "
Ele foi para o Art College, onde formou bandas com seu amigo Duster Bennett. Ele se juntou a Winston G e ao Wicked (mais tarde renomeado The Fox), tocando ao lado de Marc Bolan.
Depois do último show com Winston G no  Roundhouse de Londres, Topham reviveu sua parceria com Bennett, gravando um álbum ao vivo com ele. Isso serviu de apresentação a Mike Vernon e seu selo  Blue Horizon. Topham se tornou um musico contatado da Blue Horizon, tocando com  Peter Green e Christine McVie.
Topham gravou um álbum solo para o Blue Horizon, chamado Ascension Heights . Enquanto Bennett estava em turnê com John Mayall em 1970, Topham ficou gravemente doente e teve que abandonar a indústria da música novamente.
Após sua recuperação, dois anos depois, ele entrou no ramo das artes plásticas, mas um encontro casual com Jim McCarty levou Topham a retornar ao blues em 1988. A Topham-McCarty Band foi formada e tocou por dois anos até que Topham decidiu, em julho de 1990, seguir no country blues. Ele fez uma sessão de guitarra de 12 cordas para a faixa "Broken Waltz Time" no álbum Bill Morrissey,  Night Train  (Philo Records). Mais tarde, Topham e Jim McCarty se uniram novamente para contribuir com a faixa  Drifting  para o álbum duplo  Rattlesnake Guitar: The Music of Peter Green .
Nos anos 2000, Topham foi convidado para a última formação dos Yardbirds sob a co-liderança de McCarty e Dreja, e se apresentou com John Idan em shows esporádicos de sua autoria. Ele também tocou ao lado do renomado pianista boogie-woogie Bob Hall. Ele se tornou oficialmente um membro dos Yardbirds novamente em 2013, substituindo Dreja, que foi forçado a deixar a banda por motivos médicos. Em maio de 2015, Topham saiu do Yardbirds e foi substituído por Earl Slick.
Topham morreu em janeiro de 2023, aos 75 anos.

## Discografia
- 2008 -  The Complete  Blue Horizon  sessions - Top Topham - produtor: Mike Vernon